# UDオリヴェイレンセ
ウニオン・デスポルティーヴァ・オリヴェイレンセ（ポルトガル語: União Desportiva Oliveirense）は、アヴェイロ県オリヴェイラ・デ・アゼメーイスをホームタウンとするスポーツクラブである。サッカーの他にローラーホッケーとバスケットボールのチームも擁しているが、本頁ではサッカーチームについて記述する。ホームスタジアムは4,000人収容のエスタディオ・カルロス・オソーリオをホームスタジアムとしている。

## 歴史
オリヴェイレンセは1922年10月25日に創設された。1945-46シーズンにプリメイラ・リーガに昇格したが、1シーズンで降格。1部に参戦したのはこの1回のみである。それ以後は3部リーグあるいは4部リーグで過ごす時期が続いた。1989-90シーズンから2部に昇格し、2000-01シーズンに降格するまで留まっていた。2007-08シーズンに再び2部に昇格した。2011-12シーズンにタッサ・デ・ポルトガルで準決勝まで勝ち進んだが、アカデミカ・コインブラに敗れて決勝進出はならなかった。
2019年12月13日、セガゲームス連結子会社でモバイルオンラインゲームの企画開発などを手掛けるf4samuraiの金哲碩CEOがクラブ株式の70%を買収して経営権を取得した。DMM.comによるシント＝トロイデンVVの買収にも関わった山形伸之が新社長となる。
2020年4月には日本の埼玉県さいたま市にオリヴェイレンセジャパンアカデミーを設立してスクールおよびU10 、U12チームを立ち上げた。
2020-21シーズンのリーガプロ（2部）で18位（最下位）に沈み、リーガ3への降格が決まったが、翌年2位でフィニッシュし1年での2部復帰を決めた。
2022年11月4日、横浜FCはクラブを保有するONODERA GROUPがリーガ・ポルトガル2への復帰が決まった本クラブの株式を過半数取得したことを発表。横浜FCと共にグループの傘下となった。同社はJリーグクラブとヨーロッパのクラブを同時に経営する初の企業となった。

## 現所属メンバー
2023年2月2日現在
注：選手の国籍表記はFIFAの定めた代表資格ルールに基づく。
| No. | Pos. |              | 選手名                            |
| --- | ---- | ------------ | --------------------------------- |
| 1   | GK   | ギニアビサウ | ルイ・ダボ                        |
| 2   | DF   | ポルトガル   | ゴンサロ・ピメンタ                |
| 4   | DF   | ブラジル     | イアゴ・レイス                    |
| 5   | MF   | ブラジル     | フィリペ・アウヴェス              |
| 8   | MF   | ポルトガル   | ペドロ・グラサ                    |
| 10  | MF   | ポルトガル   | ドゥアルテ・ドゥアルテ            |
| 11  | FW   | 日本         | 三浦知良                          |
| 13  | FW   | ポルトガル   | ヌーノ・シルヴァ                  |
| 17  | FW   | ポルトガル   | ジョゼ・マルセロ                  |
| 18  | DF   | ポルトガル   | ヴァスコ・ガデーリョ              |
| 20  | MF   | ガーナ       | モハメド・ラミン                  |
| 21  | MF   | ポルトガル   | ジャイメ・ピント                  |
| 23  | FW   | ブラジル     | ミシェウ (1997年生のサッカー選手) |
| 24  | DF   | ポルトガル   | ロドリゴ・ボルジェス              |

| No. | Pos. |            | 選手名                                    |
| --- | ---- | ---------- | ----------------------------------------- |
| 27  | MF   | フランス   | イブラヒマ (サッカー選手)                 |
| 28  | DF   | ブラジル   | ラニエウ (サッカー選手)                   |
| 29  | FW   | 日本       | 小枇ランディ                              |
| 33  | MF   | ブラジル   | ミシェル                                  |
| 34  | DF   | ポルトガル | ペドロ・マルケス (1998年生のサッカー選手) |
| 35  | MF   | ポルトガル | セルジーニョ                              |
| 42  | MF   | ポルトガル | ヴィトル・ピスコ                          |
| 43  | FW   | ポルトガル | ゼ・レイテ                                |
| 68  | DF   | ポルトガル | ミゲル・マガ                              |
| 70  | FW   | ポルトガル | ゼ・ペドロ (1997年生のサッカー選手)       |
| 87  | MF   | ポルトガル | リカルド・リベイロ                        |
| 88  | DF   | ブラジル   | カズ                                      |
| 97  | FW   | ブラジル   | ジョナタ                                  |

## 歴代所属選手

### GK
- ブルーノ・ヴァーレ 2010-2012, 2019-2020

### MF
- ヴィトール・ペレイラ 1987-1988
- 小野原和哉 2020-2021

### FW
- ジョゼ・モタ 2002-2003
- ネルソン・ボニージャ（英語版） 2017
- 小枇ランディ 2020-2023
- 三浦知良 2023-2024